# TC Energy
TC Energy Corporation er en canadisk energikoncern med hovedkvarter i Calgary, Alberta. De udvikler og driver energiinfrastruktur i Nordamerika. Forretningsomfanget omfatter naturgaspipelines, oliepipelines og elektricitet.
Naturgasinfrastrukturen inkluderer 92.600 km rørledning, som transporterer 25 % af af Nordamerikas forbrug. Olieinfrastrukturen inkluderer 4.900 km rørledning, som udskiber 590.000 barrels råolie om dagen, hvilket er 20 % af det vestlige Canadas eksport. De ejer eller er delejere af 11 elværker (kernekraftværker og naturgasværker) med en samlet kapacitet på 6.600 megawatts (MW). De er begyndt at investere i vedvarende energi.
Virksomheden blev etableret i 1951 i Calgary.